# Fudai
Fudai (普代村 Fudai-mura?) es una villa localizada en la prefectura de Iwate, Japón. En octubre de 2018 tenía una población de 2.672 habitantes y una densidad de población de 38,4 personas por km². Su área total es de 69,66 km².

## Geografía

### Municipios circundantes
- Prefectura de Iwate
  - Noda
  - Iwaizumi
  - Tanohata

## Demografía
Según datos del censo japonés, la población de Fudai ha disminuido en los últimos años.
| Año del censo | Población |
| ------------- | --------- |
| 1995          | 3.796     |
| 2000          | 3.583     |
| 2005          | 3.358     |
| 2010          | 3.088     |
| 2015          | 2.795     |